# Little Stukeley
Little Stukeley – wieś w Anglii, w hrabstwie Cambridgeshire, w dystrykcie Huntingdonshire.